# Lapugnoy
Lapugnoy é uma comuna francesa na região administrativa de Altos da França, no departamento de Pas-de-Calais. Estende-se por uma área de 8,61 km². Em 2010 a comuna tinha 3 496 habitantes (densidade: 406 hab./km²).